# Stamboom Maria Anna Sophia Elisabeth van Saksen-Weimar-Eisenach (1851-1859)
Dit is de stamboom van Maria Anna Sophia Elisabeth van Saksen-Weimar-Eisenach (1851-1859).
| Stamboom Maria Anna Sophia Elisabeth van Saksen-Weimar-Eisenach (1851-1859) | Stamboom Maria Anna Sophia Elisabeth van Saksen-Weimar-Eisenach (1851-1859)                        | Stamboom Maria Anna Sophia Elisabeth van Saksen-Weimar-Eisenach (1851-1859)                        |
| --------------------------------------------------------------------------- | -------------------------------------------------------------------------------------------------- | -------------------------------------------------------------------------------------------------- |
| Grootouders                                                                 | Karel Frederik van Saksen-Weimar-Eisenach (1783-1853) x 1804 Maria Romanov (1786-1859)             | Willem II van Oranje-Nassau (1792-1849) x 1816 Anna Romanov (1795-1865)                            |
| Ouders                                                                      | Karel Alexander van Saksen-Weimar-Eisenach (1818-1901) x 1842 Sophie van Oranje-Nassau (1824-1897) | Karel Alexander van Saksen-Weimar-Eisenach (1818-1901) x 1842 Sophie van Oranje-Nassau (1824-1897) |
| Maria Anna Sophia Elisabeth van Saksen-Weimar-Eisenach (1851-1859)          | | |
| Kinderen                                                                    | -                                                                                                  | -                                                                                                  |